# Kae Araki
Kae Araki (荒木 香恵?, Araki Kae; Ōsaka, 1º novembre 1963) è una doppiatrice giapponese.
Dopo aver sostituito per qualche episodio Kotono Mitsuishi (la voce di Usagi Tsukino nell'anime Sailor Moon) quando la doppiatrice era malata, Araki fu scelta per il ruolo di Chibiusa, che sarebbe apparsa nella serie qualche episodio più avanti.

## Ruoli principali

### TV
- 3-chōme no Tama  Uchi no Tama Shirimasenka? (Koma)
- Aahari Manada (Miyuki)
- Armored Police Metal Jack (Sayuri Kamizaki)
- Ashita no Nadja (Simone Monterran)
- B Biidaman Bakugaiden V (Mermaid Bon)
- Babar the Elephant (Flora)
- Bonobono (Chirabi-chan)
- Card Captor Sakura (Akane)
- Ceres, Celestial Legend (Shōta Kurima)
- Chikyū SOS  Sore Ike Kororin (Ozon Eko)
- Corrector Yui (Ai Shinozaki)
- Darkstalkers (Felicia)
- Digimon Adventure (Hikari Yagami)
- Digimon Adventure 02 (Hikari Yagami)
- Digimon Frontier (Patamon)
- Flame of Recca (Yōko)
- Fushigi yûgi (Miaka Yūki)
- Gilgamesh (Reiko Yushiro)
- Go Go Itsutsugo Ra·n·do (Kodama Morino)
- Great Teacher Onizuka (Nagisa Nagase)
- Gunsmith Cats ("Minnie" May Hopkins)
- Hand Maid May (Chigusa Tani)
- La squadra del cuore (Kaori Doumoto)
- Ie Naki Ko Remi (Maria)
- Iketeru Futari (Akira Koizumi)
- Rossana (Shizu)
- Wagakusa Monogatari Nan to Jō-sensei (Daisy)
- Guru Guru - Il girotondo della magia (Juju Kū Shunamuru)
- Medarot (Nadako)
- Mirmo! (Otome, Marina)
- Mobile Fighter G Gundam (Cath Ronary)
- Mobile Suit Gundam Wing (Hilde Schbeiker, studentessa G)
- Mobile Suit Victory Gundam (Peggy Lee)
- Monster Rancher (Michelle)
- Pokémon (Natsume)
- RahXephon (Cathy McMahon)
- Sailor Moon R (Chibiusa. Usagi Tsukino (ep. 44-50)
- Shin Hakkenden (Tamazusa)
- Slayers Try (Anna)
- Super Radical Gag Family (Noriko Nishikawa)
- YAWARA! (Marusō)
- Yu-Gi-Oh! GX (Maiden of the Aqua)
- Zoids: Fuzors (Rebecca)

### OVA
- Gestalt (anime) (Ōri)
- Fushigi yûgi serie (Miaka Yūki)
- Guardian Hearts (Maya Ōba)
- Guardian Hearts: Power Up! (Maya Ōba)
- Gunsmith Cats (May "Minnie May" Hopkins)
- Juliette (An Nozaki)
- Mobile Suit Gundam 0083: Stardust Memory (Jacqueline Simone)
- Mobile Suit Gundam: L'Ottavo Plotone (soldatessa di Zeon)

### Film
- Digimon Adventure (Hikari Yagami/Kari Kamiya)
- Juliette (An Nozaki)
- Mobile Suit Gundam 0083: The Last Blitz of Zeon  (Jacqueline Simone)
- Sailor Moon (Chibiusa)

## Videogiochi
- Alnam no Tsubasa (Kureha)
- Baten Kaitos: Le ali eterne e L'oceano perduto (Melodia)
- Capcom Fighting Jam (Felicia)
- Clock Tower II: The Struggle Within (Alyssa Hale)
- Cross Edge (Felicia)
- Cyberbots: Full Metal Madness (Mao)
- Darkstalkers: The Night Warriors (Felicia)
- Fūun Gokū Ninden (Sanzō)
- Gunbare! Game Tengoku (Sakura)
- Kindaichi Shōnen no Jikenbo 2: Jigoku Yūenchi Satsujin Jiken (Kayo Minamoto)
- Marvel vs. Capcom 2: New Age of Heroes (Felicia)
- Megami Paradise (Maharaja)
- Megami Paradise II (Maharaja)
- Metal Angel 3 (Kumi Kochō, Isabella Iceberg)
- Mobile Suit Gundam: Journey to Jaburo (soldatessa di Zeon)
- Mobile Suit Gundam: Encounters in Space (Jacqueline Simone, Lilia Flaubert)
- Namco × Capcom (Felicia, Fong Ling)
- Next King: Koi no Sennen Ōkoku (Ginger Bībām)
- Night Warriors: Darkstalkers' Revenge (Felicia)
- Pocket Fighter (Felicia, Annunciatrice)
- Prism Court (Akari Okajima)
- Riglord Saga 2 (Female Thief Shiranami)
- Samurai Shodown Sen (Suzuhime)
- Solatorobo: Red the Hunter (Nero Savarin)
- Star Ocean: Anamnesis (Frei)
- Super Puzzle Fighter II Turbo (Felicia, Hsien-Ko)
- Super Robot Wars Alpha 2 (Kukuru, Jacqueline Simone)
- Super Robot Wars Alpha 3 (Jacqueline Simone, Hilde Schbeiker)
- Super Robot Wars Z2: Rebirth Chapter (Hilde Schbeiker)
- Super Robot Wars Z3: Hell Chapter (Hilde Schbeiker)
- Super Robot Wars Z3: Heaven Chapter (Hilde Schbeiker)
- Tales of the Tempest (Arria Ekberg)
- Tales of the Rays (Arria Ekberg)
- Tilk: Aoi Umi kara Kita Shōjo (character voice)
- Valkyrie Profile (Jelanda, Freya)
- Valkyrie Profile: Lenneth (Jelanda, Freya)
- Vampire Savior: The Lord of Vampire (Felicia)
- Variable Geo serie (Manami Kusonoki)

## Serie televisive
- Blossom (Kennedy)
- Crescere, che fatica! (Morgan Matthews)
- Jōnetsu no Meisō (Natalie)
- Taiketsu Spellbinder (Ben)
- Fraggle Rock (Red Fraggle)